# Peter Gerwin von Franken-Siersdorf
Peter Gerwin von Franken-Siersdorf (* 2. Juni 1702 in Köln; † 12. August 1763 ebenda) stammte aus dem Adelsgeschlecht Francken-Sierstorpff und war Generalvikar des Erzbischofs von Köln.
Der Neffe des Kölner Weihbischofs Franz Kaspar von Franken-Siersdorf und seines Amtsvorgängers Johann Andreas von Franken-Siersdorf promovierte 1724 zum Dr. jur. und wurde 1726 Kanoniker an St. Georg (Köln) und zum Subdiakon geweiht. Seit 1725 Professor der Rechte an der Kölner Universität und ab 1730 Regens des Laurentaner-Gymnasiums wurde er 1730 auch Kanoniker an St. Maria ad Gradus (Köln). Am 7. September 1732 zum Priester geweiht, war er von 1746 bis 1761 auch Vizekanzler der Universität. Seit dem 2. Juni 1751 als Generalvikar in Köln tätig, erlangte er 1753 ein Domkanonikat und wurde nach dem Tod des Kölner Erzbischofs Clemens August I. von Bayern am 2. Juni 1761 zum Kapitularvikar gewählt. Nach seinem Tode wurde er im Kölner Dom beigesetzt.